# Monolog eines Betroffenen
Monolog eines Betroffenen ist eine Erzählung von Rolf Bongs, die 1961 mit einem Nachwort des Autors im Reclam-Verlag in Stuttgart erschien.
Im Mittelpunkt der Erzählung steht der 50-jährige herzkranke Schriftsteller Christian Schramm, der in Berlin wohnt und nach vielen Jahren endlich einen erfolgreichen Roman veröffentlicht hat: Die Geschichte zweier Menschen, die sich in der Zeit des Zweiten Weltkrieges kennenlernen und eine engere, wenn auch flüchtige Beziehung eingehen. Als er nach dem Krieg heimkehrt, sind sie sich fremd geworden. Ein Erpresser veranlasst, dass sie gemeinsam aus der Ostzone fliehen. In dem Augenblick, da der Mann seine ehelichen Rechte gewaltsam durchsetzen will, erschießt sie ihn. Der Mord wird nie aufgeklärt, die Schuld nicht verdrängt. Doch wird sie reduziert auf ein individuelles Problem.
Damit wird bereits auf das Thema der Erzählung vorbereitet: die Schuldproblematik des Menschen in der nationalsozialistischen Zeit. Der Schriftsteller Christian Schramm „beichtet“ einem jungen Journalisten, der ihn wegen eines Interviews aufsucht, seine eigenen Verstrickungen in dieser Zeit. Hintergrund ist die Tatsache, dass er nach seinem literarischen Erfolg von anonymer Seite Briefe mit Drohungen und Beschimpfungen („Nazischwein“) erhalte. Die Vergangenheit holt ihn ein und zwingt ihn zur Auseinandersetzung.
In seinem „Monolog“ erzählt Schramm dem jungen Besucher von den schleichenden, ihn anwidernden Veränderungen in den Jahren 1932/33: die zunehmende Verbreitung nationalsozialistischer Gesinnung, die wachsende Militarisierung der Gesellschaft. Als „Einzelgänger“ ist er nicht bereit, sich anzupassen. Und so muss er seine Stellung im Verlagshaus irgendwo in den Rheinlanden aufgeben und zieht in das – wie er meint – freiere Berlin. Aber auch hier begegnet er dem Terror des Regimes, der sich in den nächtlichen Festnahmen von Regimegegnern, in der erzwungenen Flucht ins Ausland, in den Gerüchten um KZs und der ständigen Angst vor Bespitzelung manifestiert. In seiner wirtschaftlichen Not hilft ihm Anton, der ihn schließlich auch überredet, der NSDAP beizutreten. Eine Anstellung beim Völkischen Beobachter ist der Lohn für seinen Verrat an den eigenen Überzeugungen. 1943 wird er zur Wehrmacht eingezogen und berichtet – privilegiert als Kriegsberichterstatter – von der Front.
Neben diesem Schuldbekenntnis, das sich auf die politische Ebene bezieht, erzählt Schramm von persönlicher Schuld, die  er im privaten Bereich auf sich geladen habe. Während der Zeit  beim  Völkischen Beobachter beginnt er eine sexuelle Beziehung zu einer Redakteurin, Josy. Sie wird schwanger und weigert sich abzutreiben, auch mit dem Argument, sie habe im Laufe der Beziehung  ihn zu lieben begonnen. Er möchte nicht erneut Verrat an seinen eigenen Prinzipien begehen und weigert sich, eine Ehe einzugehen. Josy setzt ihre Rechte darauf gerichtlich durch. Schramms Einberufung an die italienische Front führt zu einer vorläufigen Trennung. Bei einem Bombenangriff auf Berlin werden Josy und ihr Kind verschüttet, das Kind überlebt nicht. Josy wird nach drei Tagen aus dem verschütteten Keller befreit. Verwirrt und wahnsinnig wird sie in eine psychiatrische Anstalt eingewiesen. Schramm bekommt Heimaturlaub, sucht sie in ihrer Zelle auf, kann aber – wie schon die Ärzte – nichts an ihrem Zustand ändern. Zurückgekehrt an die Front erfährt er von ihrem Tod: Euthanasie durch eine Giftspritze.
Schramms Schlussfolgerung aus dieser doppelten Schulderfahrung lautet: Schuld lässt sich nicht sühnen. Sie setzt sich fort …vom Vater auf den Sohn und dessen Kinder, bis die Schuld im Sand der Zeit vertrocknet.
Eingebettet ist dieser Monolog, der stark autobiographische Züge des Autors aufweist, in eine Rahmenhandlung. Der Ich-Erzähler, Redakteur bei einer Zeitung, überträgt die Aufgabe, mit dem berühmten Schriftsteller Christian Schramm zu dessen 50. Geburtstag ein Interview zu führen, an einen jungen Redakteur. Der kennt keinen Respekt vor tradierten Werten. Aber er ist – auch für Schramm – Hoffnungsträger, da er der Schuld der „Väter“ neuen Bestand geben kann.